# Língua mondé
Mondé é uma língua da família linguística Mondé, do tronco tupi, falada pelos Mondés.